# Saint-Geniez-d'Olt
Saint-Geniez-d'Olt là một xã ở tỉnh Aveyron, thuộc vùng Occitanie ở miền nam nước Pháp.
Its inhabitants are called Marmots.